# شیا جیا
وانگ یائو (چینی: 王瑶؛ متولد ۲ ژوئن ۱۹۸۴)، که با نام مستعار شیا جیا (چینی: 夏笳) نیز شناخته می‌شود، نویسنده چینی در ژانرهای علمی-تخیلی و فانتزی است. او پس از دریافت مدرک دکترای خود در رشته ادبیات تطبیقی و ادبیات جهانی از گروه زبان و ادبیات چینی دانشگاه پکن در سال ۲۰۱۴، هماکنون به عنوان استاد ادبیات چینی در دانشگاه شیان جیائوتونگ مشغول به تدریس است.
شیا جیا با داستان‌های کوتاه علمی‌تخیلی خود موفق به دریافت هشت جایزه کهکشان برای داستان‌های علمی‌تخیلی چینی و شش جایزه نبولا برای داستان‌های علمی‌تخیلی و فانتزی چینی شده است. یکی از داستان‌های کوتاه او در سال ۲۰۱۳ در فهرست نهایی جایزه‌های علمی‌تخیلی و فانتزی ترجمه قرار گرفت. [۱] داستان‌های او در نشریات معتبری مانند نیچر، مجله کلارک ورلد، بهترین SF سال، مجله SF و همچنین مجله پرنفوذ علمی‌تخیلی چینی دنیای علمی تخیلی منتشر شده‌اند. آثار او علاوه بر چینی و انگلیسی، به زبان‌های چکی، فرانسوی، آلمانی، ایتالیایی، ژاپنی و لهستانی نیز ترجمه شده است.

## بیوگرافی و آثار قابل توجه
شیا جیا در سال ۲۰۰۲ تحصیلات خود را در دانشکده فیزیک دانشگاه پکن آغاز کرد. در مقطع کارشناسی، رشته علوم جوی را دنبال نمود. وی سپس به دانشگاه ارتباطات چین رفت و در برنامه مطالعات سینمایی شرکت کرد، جایی که پایاننامه کارشناسی ارشد خود را با عنوان "بررسی شخصیتهای زن در فیلمهای علمی-تخیلی" به اتمام رساند. او اخیراً موفق به اخذ مدرک دکترا از دانشگاه پکین شده است. عنوان رساله دکترای او "داستانهای علمی-تخیلی چینی و سیاستهای فرهنگی آن از دهه ۱۹۹۰" بود. در حال حاضر، شیا جیا به عنوان استاد در دانشکده علوم انسانی و اجتماعی دانشگاه شیان جیائوتنگ مشغول به تدریس است.
در طول دوران دانشجویی‌اش، شروع به نوشتن داستان‌های علمی تخیلی کرد و در جلسات باشگاه دانشجویی به دنبال‌کنندگان داستان‌های علمی تخیلی و فانتزی پیوست. داستان‌های کوتاه او از ابتدا توجه منتقدان را به خود جلب کرد و با دریافت جایزه اولیه برنامهٔ کهکشان چینی‌اش به اسم «Guan Yaojing de Pingzi» یعنی «جعبه جن‌ها» در آوریل ۲۰۰۴، راهش را به دنیای علمی تخیلی با نقش اصلی ترنس لیندا و شخصیت «شیطان برده‌دار فلاسک» در نوامبر ۲۰۱۲ ادامه داد. این اثر افسانه‌ای، که داستان دانشمندی به نام جیمز کلرک ماکسول (۱۸۳۱–۱۸۷۹) را به چالش فاوستی با یک شیطان واقعی می‌کشاند، برای منتقدان موضوع بحثی بود که آیا می‌توان آن را به عنوان یک داستان علمی تخیلی تشخیص داد یا خیر. این داستان به‌طور ژرفی به حکایات تاریخ علم و تفسیرهای فلسفی معروف غوطه‌ور است و برای تبیین زیرکانه‌های خود نیازمند توضیحات زیادی در پاورقی‌هاست. با این حال، به نظر می‌آید که این کاملاً با سنت داستان‌های علمی تخیلی چینی تطابق دارد و یک داستان ایجاد می‌کند که عناصر فانتزی آن فقط برای انتقال اطلاعات دربارهٔ زندگی و کار شخصیت‌های نمادین همچون ارشمیدس، آلبرت انیشتین، اروین شرودینگر و حتی خود ماکسول، به کار می‌رود.
سفر آکادمیک او پس از علوم سخت به سوی هنرهای خلاق ادامه یافت. اولین اثر بلند او با عنوان «Jiuzhou Nilü» (九州•逆旅) یا «در جاده: اودیسه چین فانتزی» (۲۰۰۹)، مجموعه‌ای از داستان‌های به‌هم‌پیوسته در جهان فانتزی مشترک «جیوژو» بود. اثر بعدی او، «Bai Gui Ye Xing Jie» (百鬼夜行街، منتشرشده در اوت ۲۰۱۰ در مجلهٔ دنیای علمی‌تخیلی ترنس کن لیو با عنوان «امشب رژهٔ صد روح» در فوریه ۲۰۱۲ در Clarkesworld)، ظرافت و پختگی بیشتری داشت. این داستان، نگاه کودکانه‌ای به روایت‌هایی است که در نگاه اول ساده به نظر می‌رسند، اما به‌تدریج به تصویری از یک پارک موضوعی فرسوده در آینده‌ای دور تبدیل می‌شوند که پر از شبیه‌سازهای سایبورگ است. [۱] این اثر نامزد جایزهٔ داستان کوتاه در جوایز ترجمهٔ علمی‌تخیلی و فانتزی ۲۰۱۳ شد که در «لیبورنیکون ۲۰۱۳» (۲۳ تا ۲۵ اوت ۲۰۱۳ در اپاتیا، کرواسی) اعلام و در مراسم مورد تقدیر قرار گرفت.
در ۴ ژوئن ۲۰۱۵ (با انتشار آنلاین در تاریخی زودتر)، داستان کوتاه شیا جیا با عنوان «بیا با هم صحبت کنیم» (让我们说说话) در مجلهٔ نیچر (جلد ۵۲۲، صفحه ۱۲۲) منتشر شد.
شیا جیا از نخستین نویسندگان داستان‌های چینی است که در نیچر به چاپ رسیده و به‌این‌ترتیب، جایگاه بین‌المللی خود را در میان طرفداران ژانر علمی‌تخیلی در سراسر جهان تثبیت کرده است.

## تحقیق و تجربه فیلم
شیا جیا به پژوهش‌های ادبی در حوزه داستان‌های علمی‌تخیلی چینی مشغول است. در دوران تحصیلات تکمیلی، دای جین‌هوا - منتقد فرهنگی سرشناس و استاد مؤسسه ادبیات و فرهنگ تطبیقی دانشگاه پکن - به عنوان مشاور علمی او فعالیت می‌کرد. تحت تأثیر دای، شیا جیا نه‌تنها به خلق آثار ادبی و نقد ادبی پرداخت، بلکه مطالعات خود را به سینمای علمی‌تخیلی نیز گسترش داد. او در سال ۲۰۰۷ فیلم تجربی علمی‌تخیلی «پاراپاکس» را کارگردانی و روی صحنه برد. در این اثر، شخصیت اصلی (با بازی خودش) در قالب سه هویت متفاوت در جهان‌های موازی ظاهر شد.
یکی از پژوهش‌های مهم شیا جیا با عنوان «داستان علمی‌تخیلی چینی در دوران پس از سه‌جسم»، که نخستین بار در روزنامه پیپل دیلی (۷ آوریل ۲۰۱۵) منتشر شد، موفق به دریافت جایزهٔ نقره‌ای بهترین مقالهٔ نقدی در ششمین دورهٔ جوایز نوبل ادبیات علمی‌تخیلی و فانتزی چین (۱۸ اکتبر ۲۰۱۵) شد.
شیا جیا در دوران تدریس خود در دانشگاه شیان جیائوتونگ - یکی از دانشگاه‌های تحقیقاتی برتر چین در لیگ C9 - سلسله سخنرانی‌هایی دربارهٔ داستان‌های علمی‌تخیلی چینی برگزار کرد. او همچنین به عنوان مشاور اتحادیه هواداران علمی‌تخیلی دانشگاه شیان فعالیت می‌نمود.

## کتابشناسی

### رمان
- در جاده: اودیسه فانتزی چین (九州•逆旅) (۲۰۰۹)

### داستان‌های کوتاه

#### ۲۰۰۴
- «شیطان برده وار» 关妖精的瓶子
- برنده جایزه بهترین نویسنده جدید در شانزدهمین جایزه Galaxy برای داستان‌های علمی تخیلی چینی، ۲۰۰۴.
  - ترانس به انگلیسی توسط لیندا روئی فنگ در Renditions، ۷۷ و ۷۸، بهار/پاییز ۲۰۱۲.

#### ۲۰۰۵
- "بلبل" (夜莺)
- "کارمن" 卡门
- جایزه نامزدی خوانندگان در هفدهمین جایزه کهکشان برای داستان‌های علمی تخیلی چینی، ۲۰۰۵.
- ترانس به زبان ژاپنی توسط هیسایوکی هایاشی 林 久之 به عنوان カルメン "Karumen" در SFマガジン(SF Magazine) ۶۱۴، ژوئن ۲۰۰۷، جلد دوم ویژه برای نویسندگان منحصر به فرد 異色乽

#### ۲۰۰۶
- «فصل بارانی» (九州•雨季)
- «دایناسورها: فانتزی‌های جیوژو» (恐龙：九州幻想)

#### ۲۰۰۷
- «رویای یائو» (九州•梦垚)
- «گل نیلوفر دوقلو» (并蒂莲)
- «گربه سیاه» (黑猫)
- «یک روز»، دنیای علمی تخیلی، مارس ۲۰۰۷.
- «خانم بادمجان» (茄子小姐)
- «برخورد با آنا» (遇见安娜)

#### ۲۰۰۸
- "بلبل (گسترش یافته)" (夜莺(扩展版))
- "رویای تابستان همیشگی" (永夏之梦)
  - افتخاری در بیستمین جایزه کهکشان برای داستان‌های علمی تخیلی چینی، ۲۰۰۸.
- "روی رودخانه میلو " (汨罗江上)

#### ۲۰۰۹
- "دائوشنگ بای یوتانگ" 盗圣白玉汤 حکیم دزد: بای یوتانگ، دنیای علمی تخیلی، شماره تکمیلی، ۲۰۰۹.
- "Duzi Lüxing" 独自旅行 سفر به تنهایی، قلمروهای جدید فانتزی و علمی تخیلی新幻界، آگوست ۲۰۰۹.
- "Wode Mingzi Jiao Sun Shangxiang" 我的名字叫孙尚香 نام بانو سون است، Fly - Fantasy World، سپتامبر ۲۰۰۹.
- "Qingcheng yixiao" 倾城一笑 یک لبخند در حال فروپاشی شهر، فانتزی‌های جیوژو: نینفولد لوم九州幻想•九张机، انتشارات دنیای جدید، سپتامبر ۲۰۰۹.
- "Jiuzhou Shiri Jin" 九州•十日锦 Ten-day Brocade, Jiuzhou Fantasies: Ten-day Brocade九州幻想•十日锦, New World Publishing House, اکتبر ۲۰۰۹.

#### ۲۰۱۰
- «صد شبح رژه امشب» (百鬼夜行街) افتخاری در بیست و دومین جایزه کهکشان برای داستان‌های علمی تخیلی چینی، ۲۰۱۰. جایزه نقره در دومین جوایز Nebula برای داستان‌های علمی تخیلی و فانتزی به زبان چینی، ۲۰۱۰. افتخاری در جوایز ترجمه علمی تخیلی و فانتزی ۲۰۱۳، فرم کوتاه.
  - ترانس به انگلیسی توسط Ken Liu در Clarkesworld، فوریه ۲۰۱۲، تجدید چاپ در بهترین داستان علمی تخیلی و فانتزی سال، نسخه ۲۰۱۳، ویرایش شده توسط Rich Horton، تجدید چاپ شده در The Apex Book of World SF: Volume ۳، ویرایش شده توسط Lavie Tidhar. ترانس به زبان لهستانی توسط پیوتر کوسینسکی به عنوان Nocna Parada Duchów در Nowa Fantastyka ۳۶۱، اکتبر ۲۰۱۲. Trans. به ایتالیایی توسط گابریلا گوریا به عنوان Stanotte sfilano cento fantasmi در Festa di Primavera (داستان آینده جلد ۲۲)، Mincione Edizioni، می ۲۰۱۵.

#### ۲۰۱۱
- «جزیره گرما» (热岛)
- ترانس به انگلیسی توسط Ken Liu در Pathlight - New Chinese Writing, Foreign Languages Press, بهار ۲۰۱۵.
- «کودکان آنچه را که دوست دارند می‌گویند: ناگفته» (童言无忌•不可言传)
- «بچه‌ها آنچه را که دوست دارند می‌گویند: قول می‌دهند» (童言无忌•一言为定)
- «کشتن یک نویسنده علمی تخیلی» (杀死一个科幻作家)
  - جایزه نامزدی خوانندگان در بیست و سومین جایزه کهکشان برای داستان‌های علمی تخیلی چینی، ۲۰۱۱; جایزه نقره در سومین جوایز Nebula برای علمی تخیلی و فانتزی به زبان چینی، ۲۰۱۱.

#### ۲۰۱۲
- "Tongyan Wuji Yaoyan Huozhong" 童言无忌•妖言惑众 کودکان آنچه را که دوست دارند می‌گویند: جادوهای گمراه کننده، فانتزی‌های Jiuzhou: Ironclad Still九州幻想•铁甲依۲ ژانویه انتشارات جدید.
- "Tongyan Wuji Yanchuan Shenjiao" 童言无忌•言传身教 کودکان آنچه را که دوست دارند می‌گویند: راه رفتن با صحبت، فانتزی‌های جیوژو: گرد و غبار در سفر九州幻想•衣上征尘.
- «نی وفا دیدا د شیجیان» 你无法抵达的时间 زمان غیرقابل دسترس
- "Duanceng -- Yige Dongye de Kehuan Gushi" 断层——一个冬夜的科幻故事 The Fault—یک داستان علمی تخیلی در یک شب زمستانی
- "Liuyue Wuyu" 六月物语 Monogatari در ماه ژوئن
- "Yongyuan de Baise Qingrenjie" 永远的白色情人节 ولنتاین سفید برای همیشه
- "Tianshang" 天上 در بهشت
- "Yongganzhe Youxi" 勇敢者游戏 بازی شجاعان
- «ماکا» 马卡 ماکا—همه هفت مورد بالا در گلچین شیا جیا «Guan Yaojing de Pingzi»

#### ۲۰۱۳
- "۲۰۴۴ Chunjie Jiushi" ۲۰۴۴ 春节旧事 جشنواره بهار: شادی، خشم، عشق، غم، دنیای علمی تخیلی، ژوئن ۲۰۱۳. جایزه نقره در چهارمین جوایز Nebula برای علمی تخیلی و فانتزی به زبان چینی، ۲۰۱۳. ترانس به انگلیسی توسط کن لیو در Clarkesworld، سپتامبر ۲۰۱۴. ترجمه. به زبان ایتالیایی توسط گابریلا گوریا به عنوان Festa di primavera در Festa di Primavera (داستان آینده جلد ۲۲)، Mincione Edizioni، می ۲۰۱۵.

#### ۲۰۱۴
- "Tongtong de Xiatian" 童童的夏天 تابستان Tongtong, Zui Xiaoshuo最小说، مارس ۲۰۱۴. ترانس به انگلیسی توسط Ken Liu در Upgraded, ed. Neil Clarke, Wyrm Publishing, 2014. Trans. به زبان لهستانی توسط کمیل Lesiew در نقش Lato Tongtong در Nowa Fantastyka ۳۸۸، ژانویه ۲۰۱۵. Trans. به ایتالیایی توسط گابریلا گوریا به عنوان L'estate di Tongtong در Festa di Primavera (داستان آینده جلد ۲۲)، Mincione Edizioni، می ۲۰۱۵. ترجمه. به زبان چکی توسط Daniela Orlando در نقش Tchung-tchungino léto در XB-1: Měsíčník Sci-Fi, fantasy a hororu, نوامبر ۲۰۱۵. ترجمه. به فرانسوی توسط Gwennaël Gaffric در نقش L'Été de Tongtong در کهکشان‌ها (نوول سری) شماره. ۷۱، ژوئن ۲۰۲۱.
- "Ni Xuyao de Zhi Shi Ai" 你需要的只是爱 آنچه شما نیاز دارید فقط عشق است، Guangming Daily光明日报، ۱۵ اوت ۲۰۱۴، صفحهٔ ۱۴.

#### ۲۰۱۵
- "Longma Yexing" 龙马夜行 پیاده‌روی شبانه اسب اژدها، دنیای داستانی، فوریه ۲۰۱۵.
- "Zhongguo Baikequanshu: Heiwu" 中国百科全书（۱）黑屋 دایرةالمعارف Sinica I: Dark Room, Science Fiction World, آوریل ۲۰۱۵ (توسعه ای از "Let's Have a Talk" در Silentath Science و Silentath) چینی، ۲۰۱۵.
- "Zhongguo Baikequanshu: She Jiang" 中国百科全书（۲）涉江 دایرةالمعارف Sinica II: عبور از رودخانه، دنیای علمی تخیلی، می ۲۰۱۵.
- "Zhongguo Baikequanshu: Wan'an Youyu" 中国百科全书（۳）晚安忧郁 دایرةالمعارف Sinica III: شب بخیر مالیخولیا، دنیای علمی تخیلی، ژوئن ۲۰۱۵.
- «بیایید صحبت کنیم»، Nature ۵۲۲, ۱۲۲, ۴ ژوئن ۲۰۱۵. doi:۱۰٫۱۰۳۸/۵۲۲۱۲۲a (در اصل به زبان انگلیسی نوشته شده است)
- "Handong Yexing Ren" 寒冬夜行人 اگر در یک شب زمستانی یک مسافر، روزانه Guangming، ۵ ژوئن ۲۰۱۵، صفحهٔ ۱۴. ترانس توسط کن لیو در Clarkesworld، نوامبر ۲۰۱۵.
- "Zhongguo Baikequanshu: Babie Luan" 中国百科全书（۴）巴别乱 دایرةالمعارف Sinica IV: Babel Babble، دنیای علمی تخیلی، اوت ۲۰۱۵.
- "تیک تاک" 滴答 (داستان کوتاه دو زبانه انگلیسی - ماندارینی)، برنده سیزدهمین مسابقه داستان کوتاه SFComet، آگوست ۲۰۱۵.
- "Zhongguo Baikequanshu: Deng Yun Lai" 中国百科全书（۵）等云来دایرةالمعارف Sinica V: Waiting for Clouds، دنیای علمی تخیلی، سپتامبر ۲۰۱۵.
- "Xinli Youxi" 心理游戏 بازی‌های ذهنی، دانش قدرت است知识就是力量، سپتامبر ۲۰۱۵.
- "Xiri Guang" 昔日光 درخشش دیروز، روزانه Guangming، ۳۰ اکتبر ۲۰۱۵، صفحهٔ ۱۴.